# Energetický štít
Energetický štít (futuristická technologie, sci-fi) je tvořen polem silně nabitých částic tvořených generátorem štítu. Podle hustoty štítu se zvyšuje (nebo snižuje) nejen síla a absorpce, ale i propustnost štítu jednotlivým látkám a energetické nároky na funkčnost štítu.

## Absorpce
Absorpce kinetické energie - při dopadu tělesa na štít pohltí kinetickou energii částice v místě dopadu, které se částečně vybijí. K opětovnému nabití částic dojde, až když generátor vytvoří dostatek energie k nabití těchto částic.  
Absorpce koncentrovaného proudu energie - po zásahu koncentrovaného proudu energie se částice, které tvoří štít, částečně přetíží, při čemž dojde jak ke snížení síly štítu, tak ke snížení absorpce štítu.

## Výskyt ve filmu
Energetický štít je použit např. v seriálu Stargate nebo Star Trek a Avengers endgame